# Boží muka v Litni
Boží muka  v Litni (okres Beroun ve Středočeském kraji) jsou postavena na louce u křižovatky silnice Liteň – Svinaře – Všeradice na konci Nádražní ulice směrem na Svinaře u silnice III/11522. Jsou zastavením Naučné stezky Liteň

## Popis
Boží muka mají vzhled charakteristický pro podobné stavby Čechách: Zděný sloup se čtvercovým půdorysem s výškou přes dva metry a stříškou z pálené krytiny. Stříšku zdobí kovový křížek. Sloup je horizontálně členěn úzkou římsou, nad kterou je v každém boku sloupu nika. V nikách není ani obraz ani plastika.
Stejně jako vzhled je i umístění božích muk podobné jako u jiných drobných sakrálních staveb tohoto typu: jsou postavena na východním okraji městyse Liteň na louce u křižovatky silnice Liteň – Svinaře – Všeradice na konci Nádražní ulice- V minulosti boží muka byla i významným orientačním bodem pro pocestné. Nedaleko od božích muk směrem na jihovýchod v anglickém parku je postavena hrobka rodiny Daubkovy. Mezi kapličkou a anglickým parkem s hrobkou vede silnice III/11522. U božích muk je informační panel zastavení C3 modré stezky Naučné stezky Liteň

## Historie a současnost

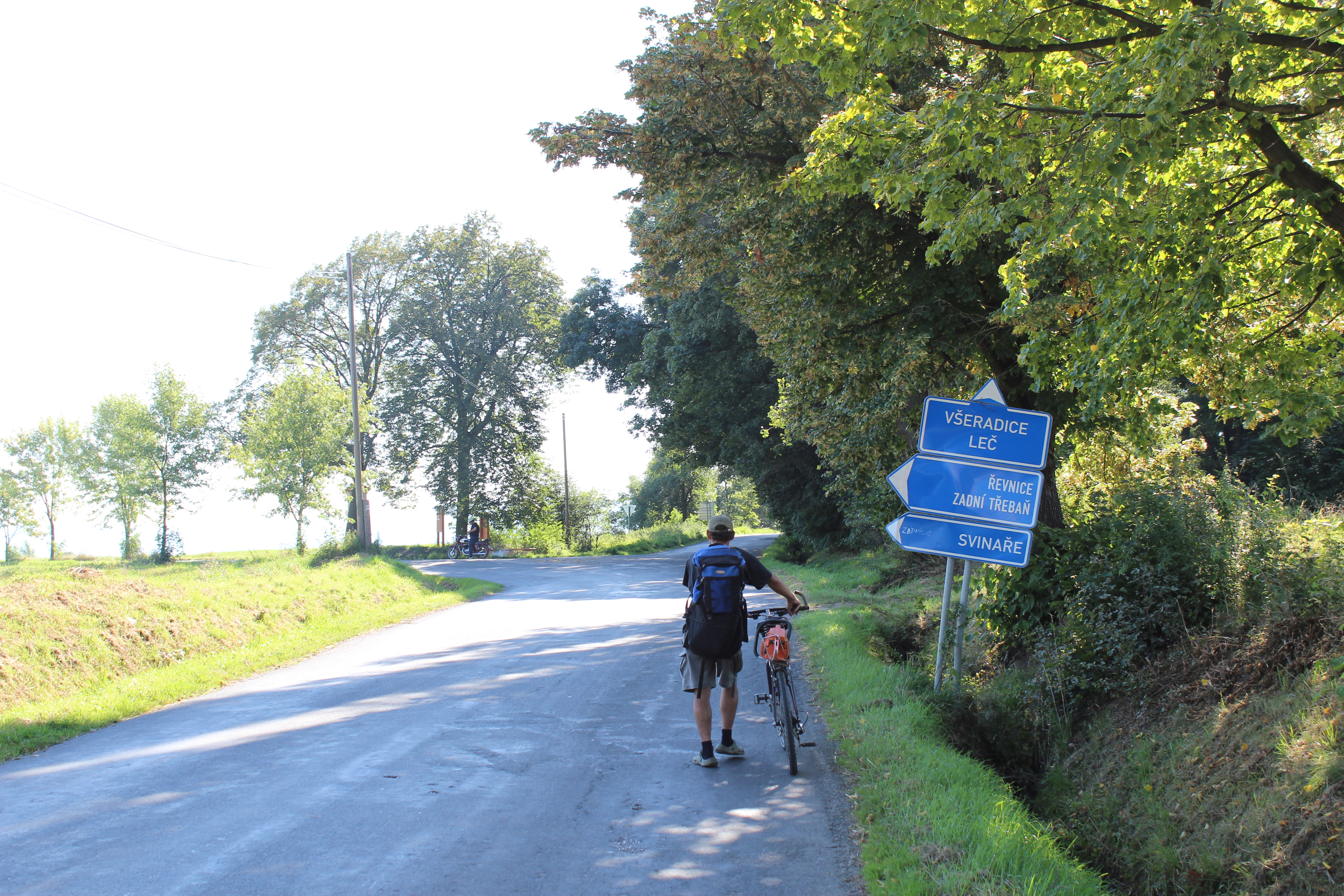
Cyklista u křižovatky na Zadní Třebaň a Leč

Historie božích muk v Litni není zcela známa. Václav Beneš Třebízský, který působil v Litni na faře jako kooperant od 8. září 1875 do 28. listopadu 1875, spojoval boží muka s místem pohřbu 13 vojáků v napoleonských válkách. 
Od roku 2013 jsou boží muka zastavením modré naučné stezky C3 Naučné stezky v Litni.
U božích muk je od roku 2013 instalován informační panel zastavení C3 modré stezky Naučné stezky Liteň. Zastavením C 3 je kromě božích muk výklenková kaple v ohradní zdi starého hřbitova u kostela sv. Petra a Pavla v ulici Pode Zděmi po levé straně této ulice ve směru z centra městyse na sever. Městysem Liteň ze západu na východ po Nádražní ulici prochází k božím mukám modrá turistická značka.

## Poloha a silueta

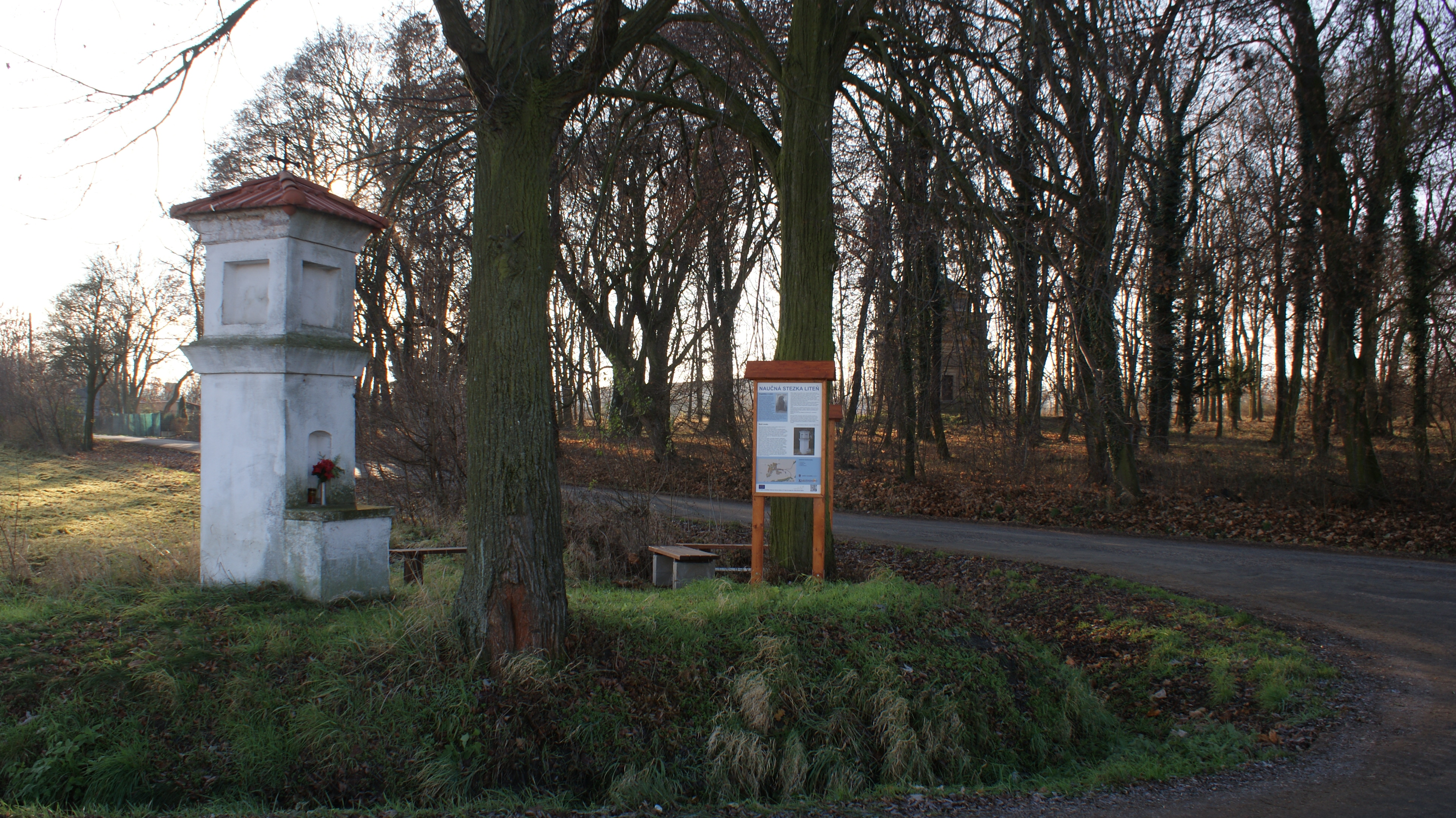
Silueta kaple od božích muk na křižovatce směrem na Svinaře
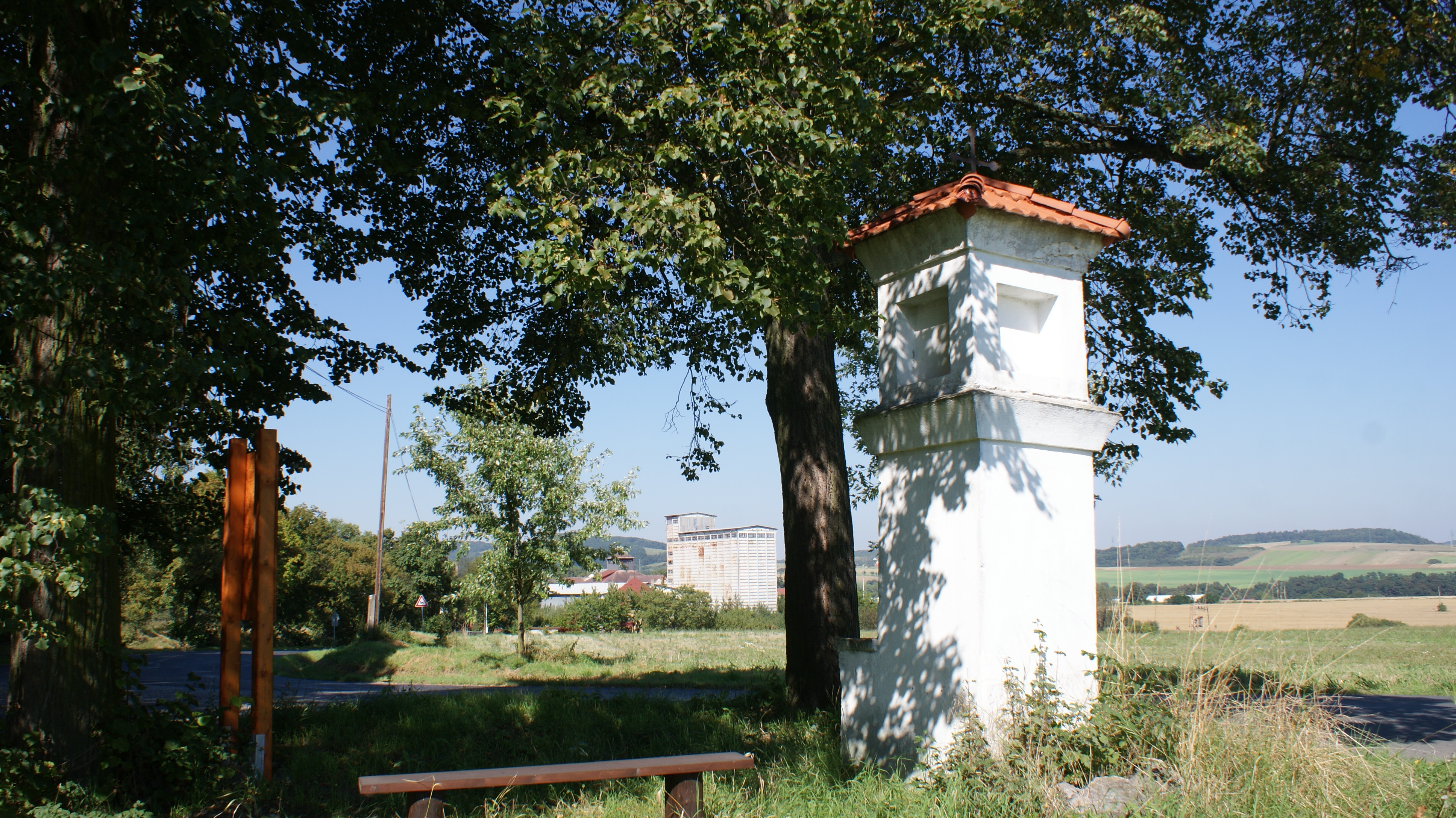
Boží muka s panely Naučné stezky Liteň
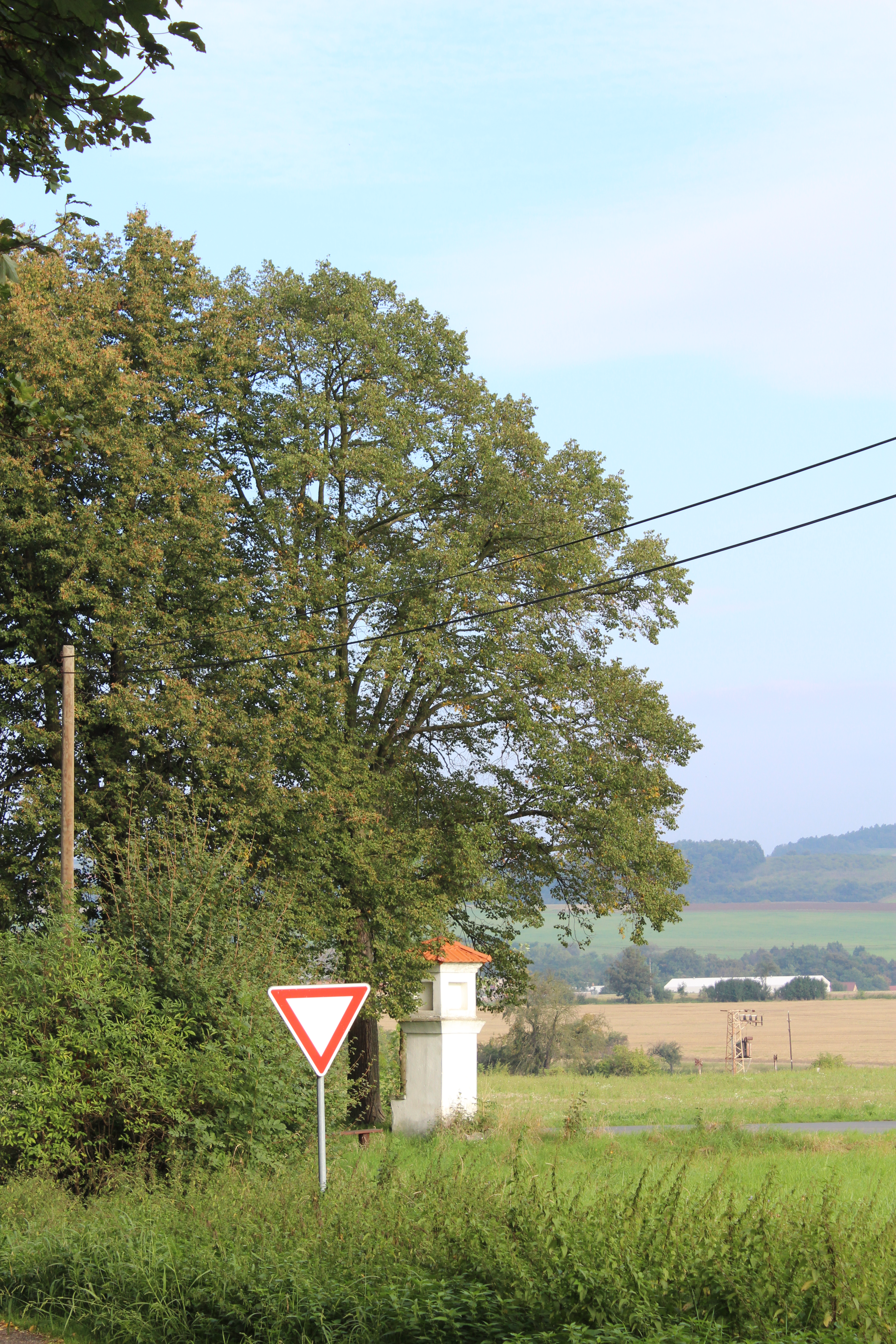
Pohled ze silnice na boží muka na severovýchod
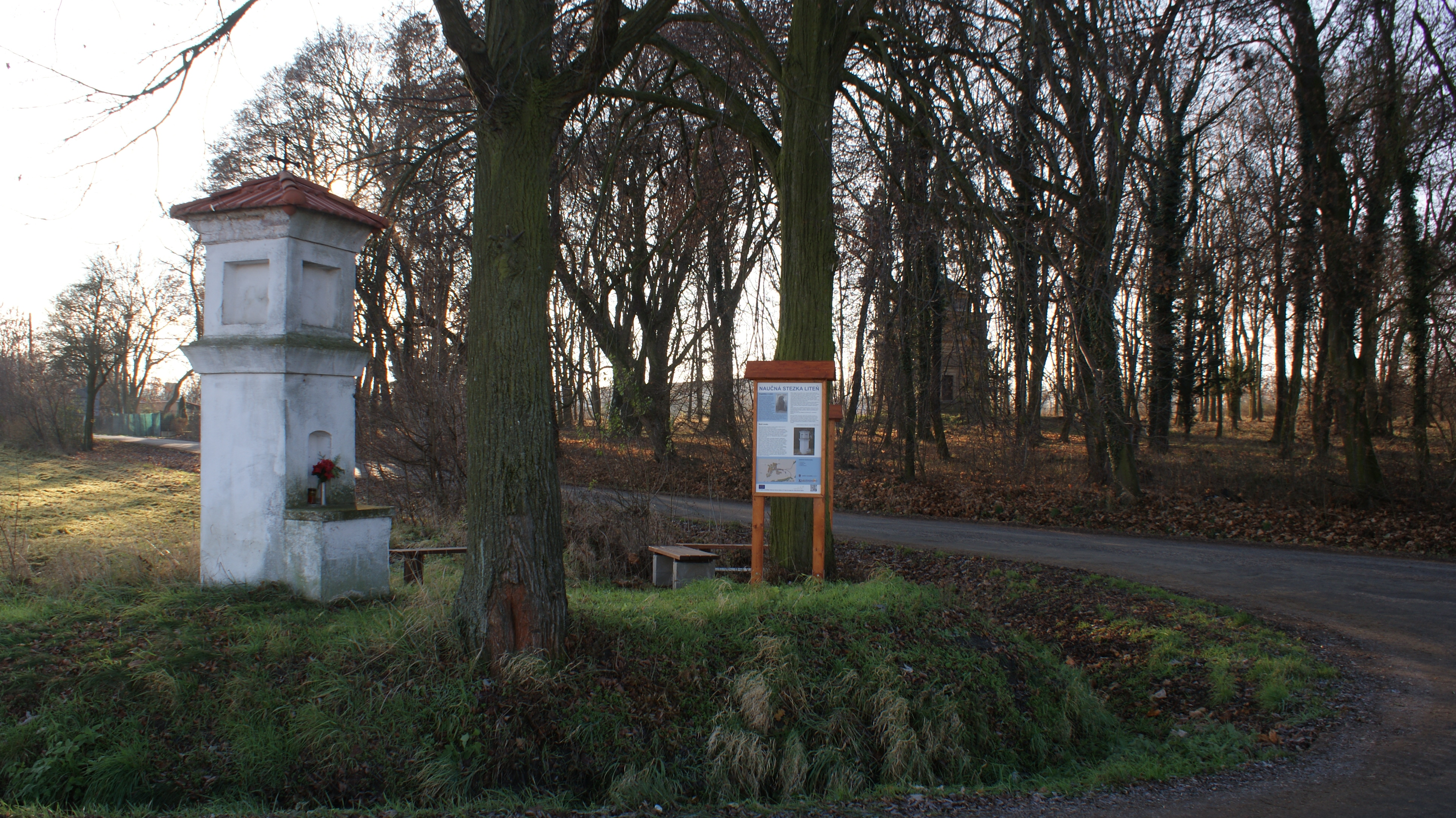
Boží muka Liteň
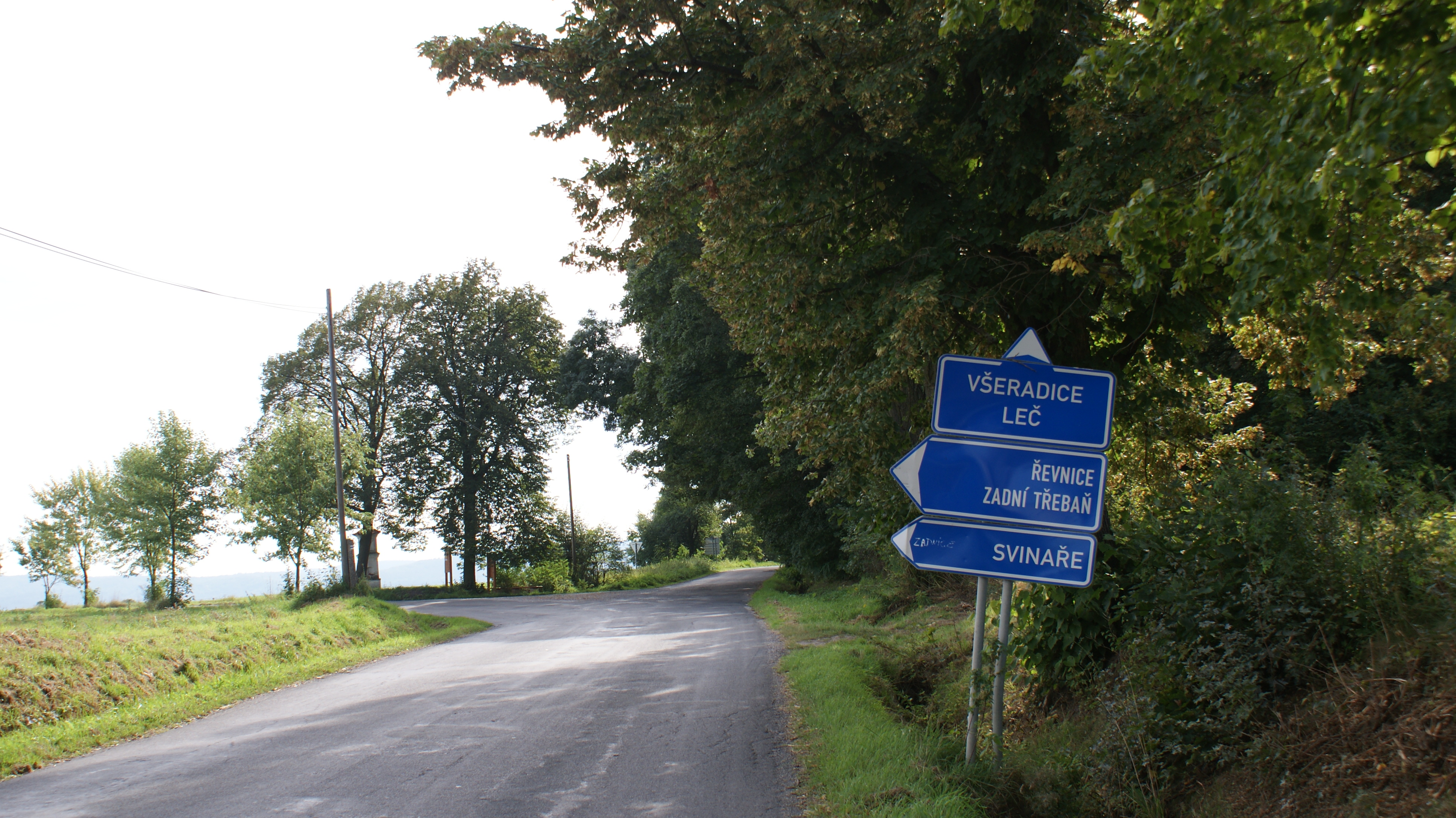
Boží muka Liteň
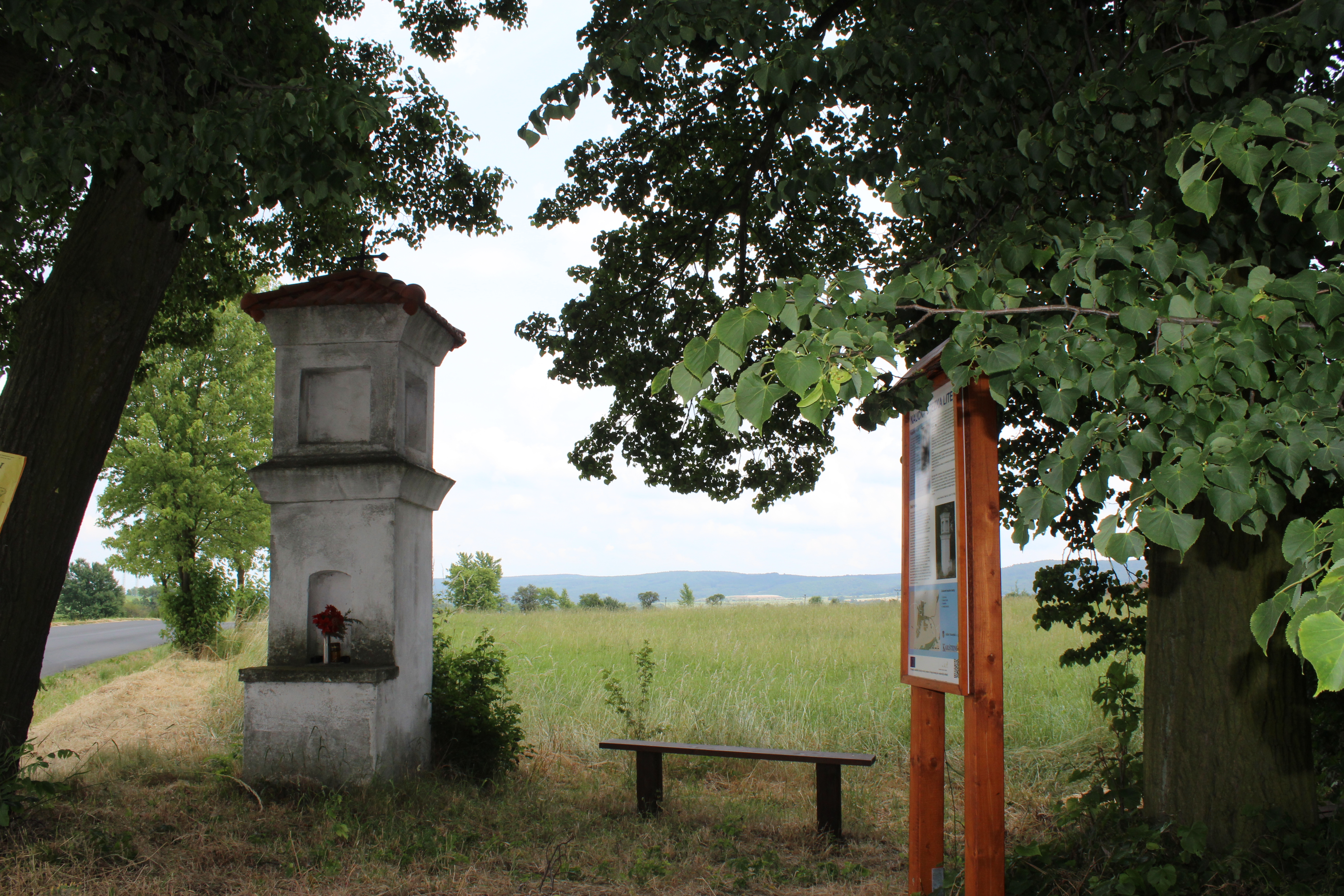
Boží muka Liteň
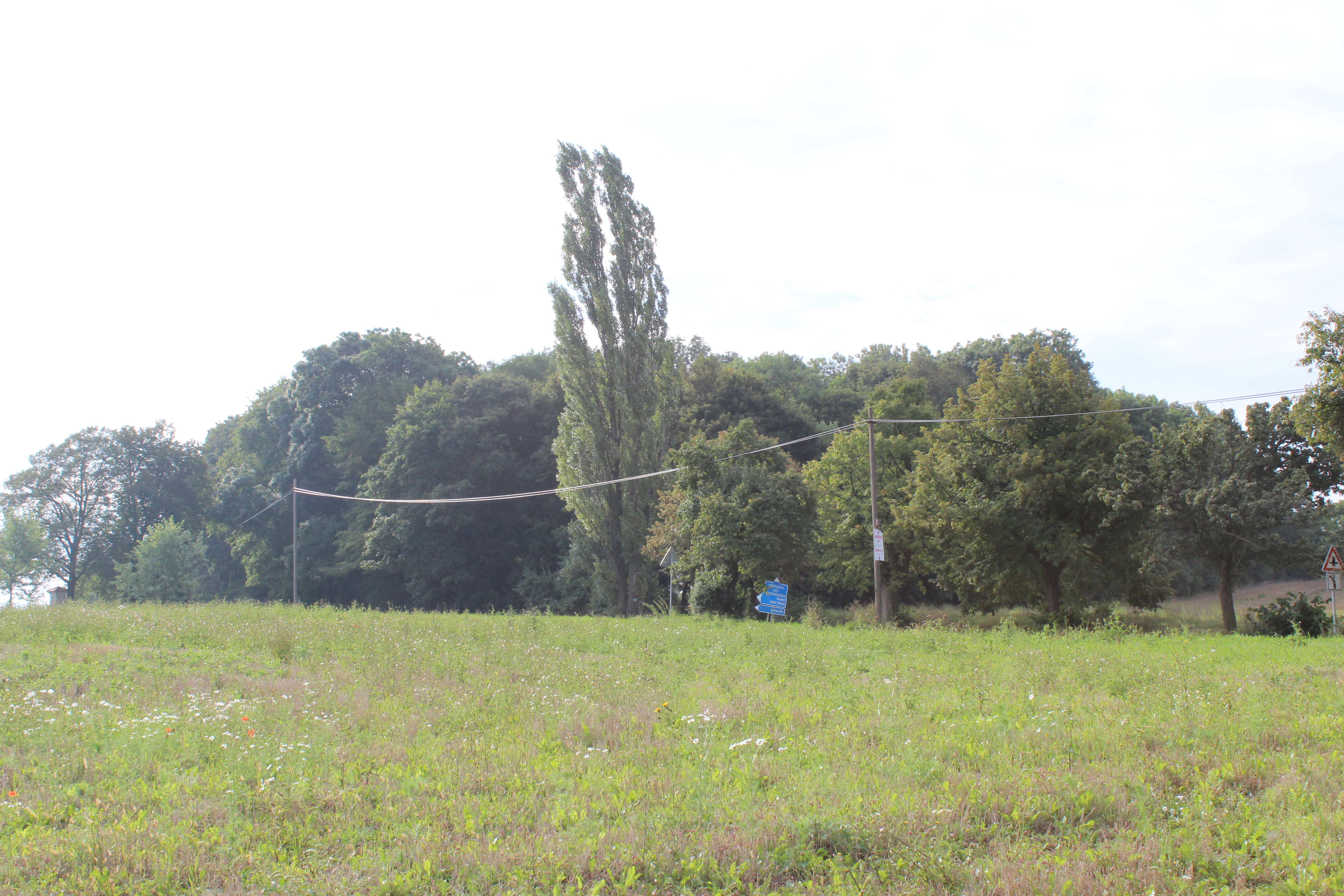
Liteň Hrobka rodiny Daubků pohled na park od přejezdu u nádraží

## Celkové pohledy

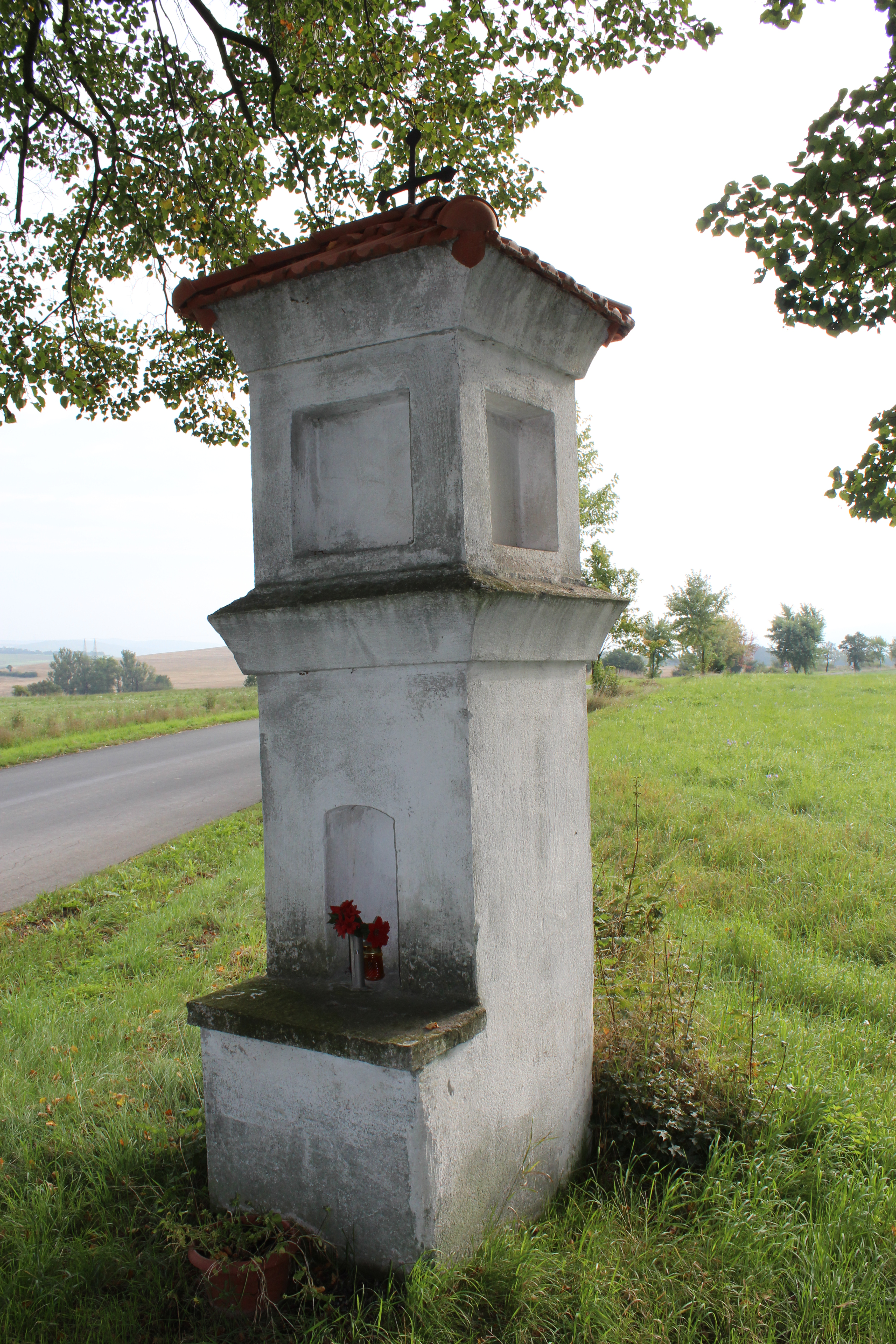
Boží muka Liteň
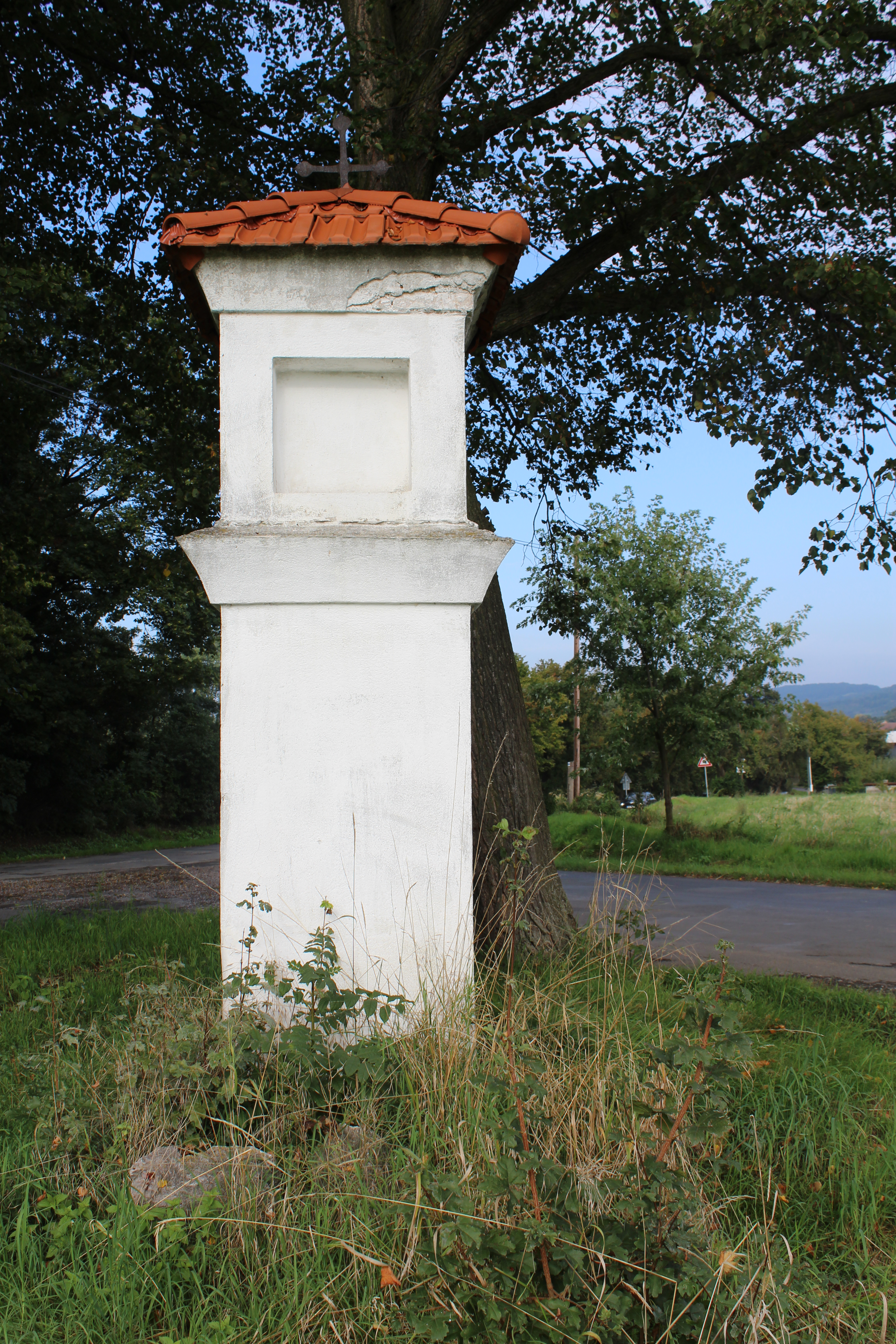
Boží muka Liteň
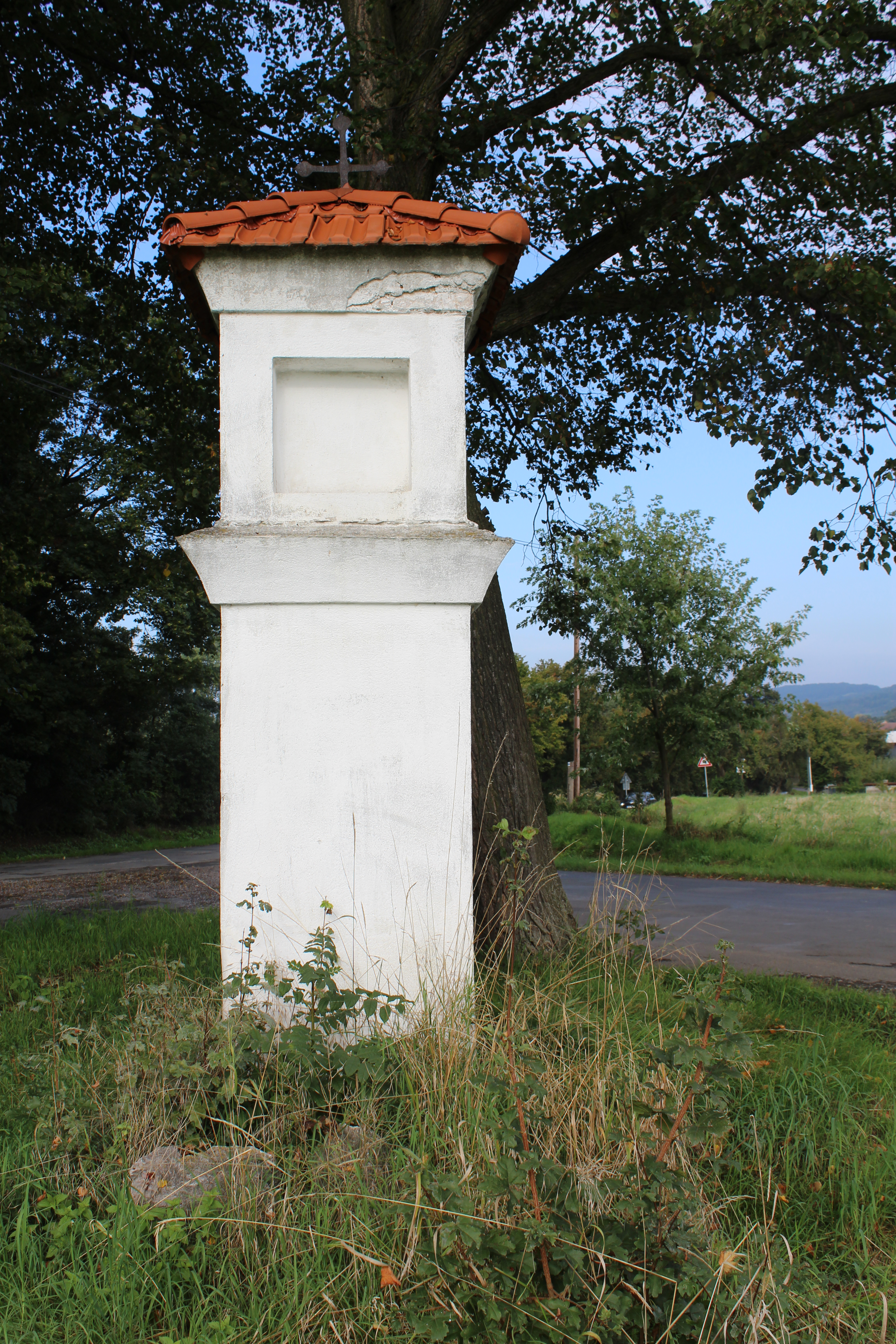
Boží muka ve směru jihozápad
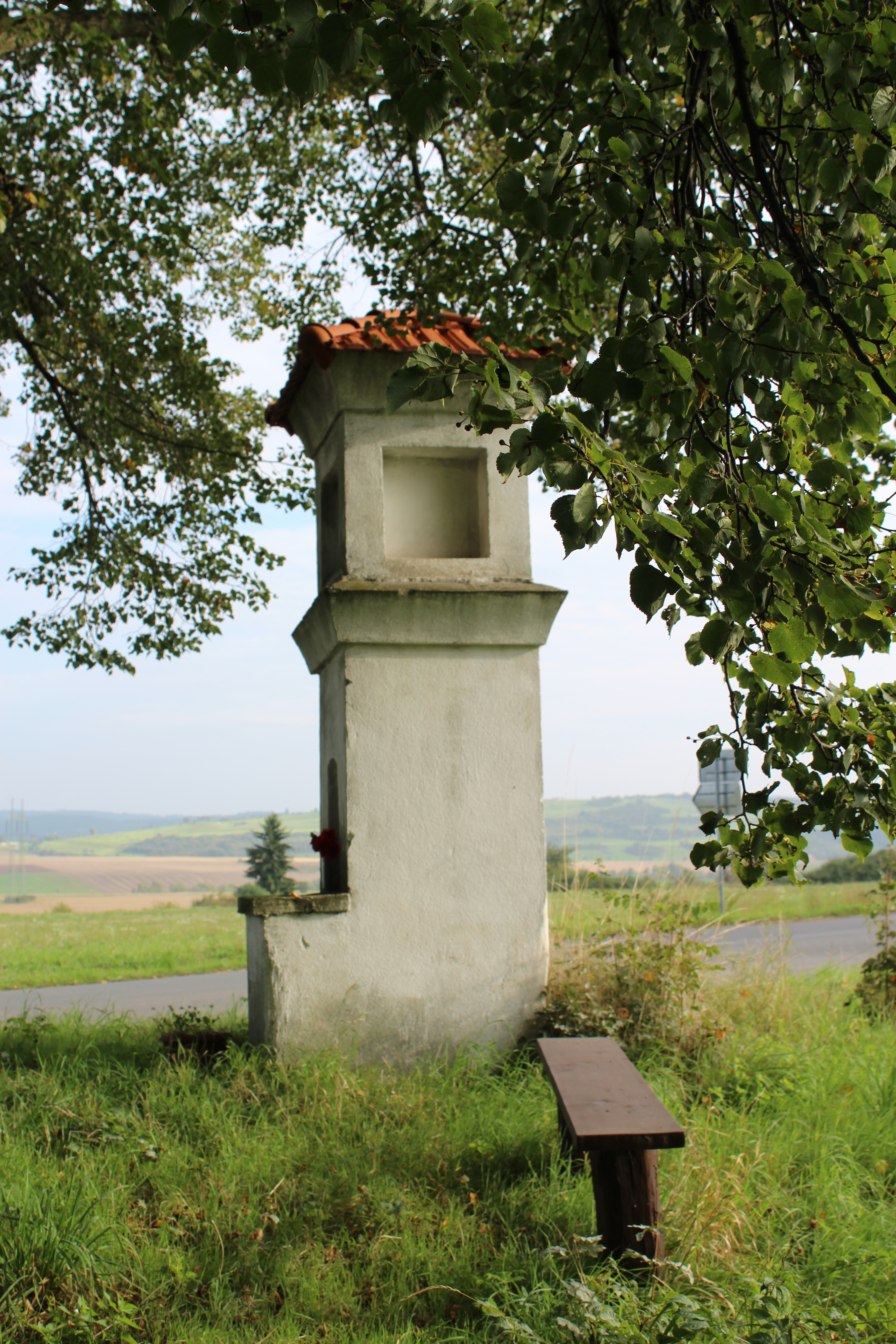
Boží muka z boku ve směru na severovýchod
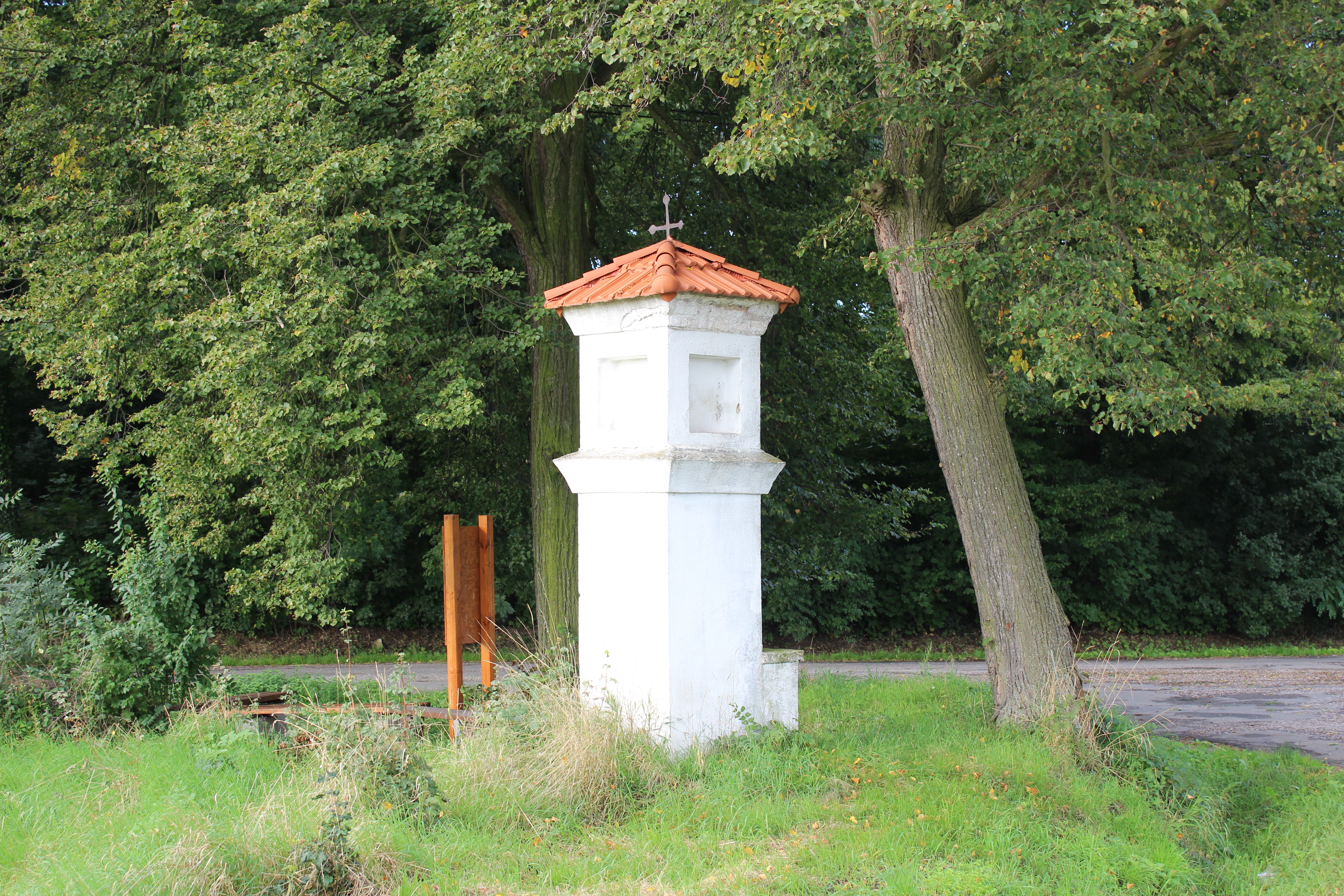
Boží muka ze silnice na jihovýchod

## Detaily

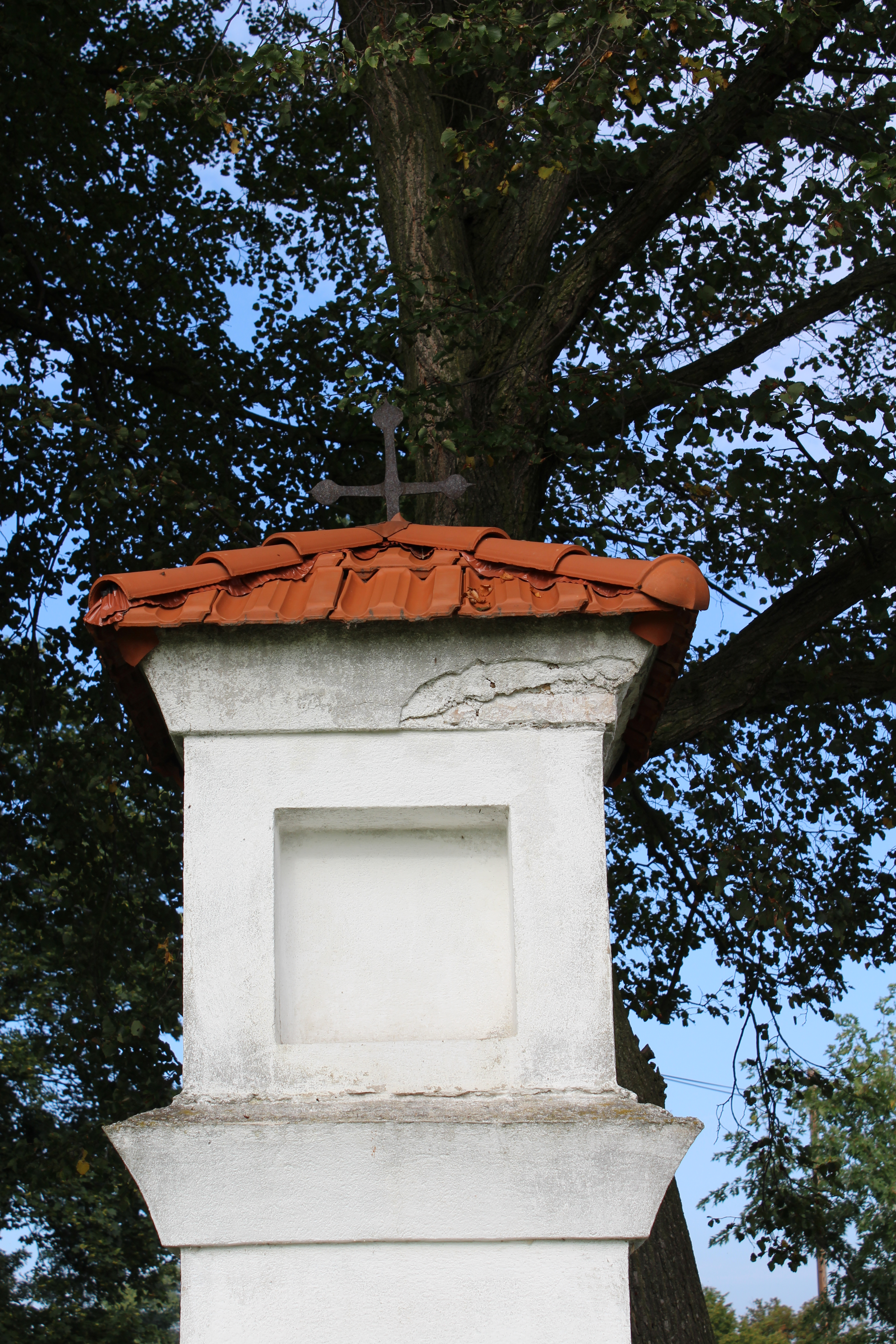
Detail hlavice s nikou, křížkem a stříškou ve směru jihozápad
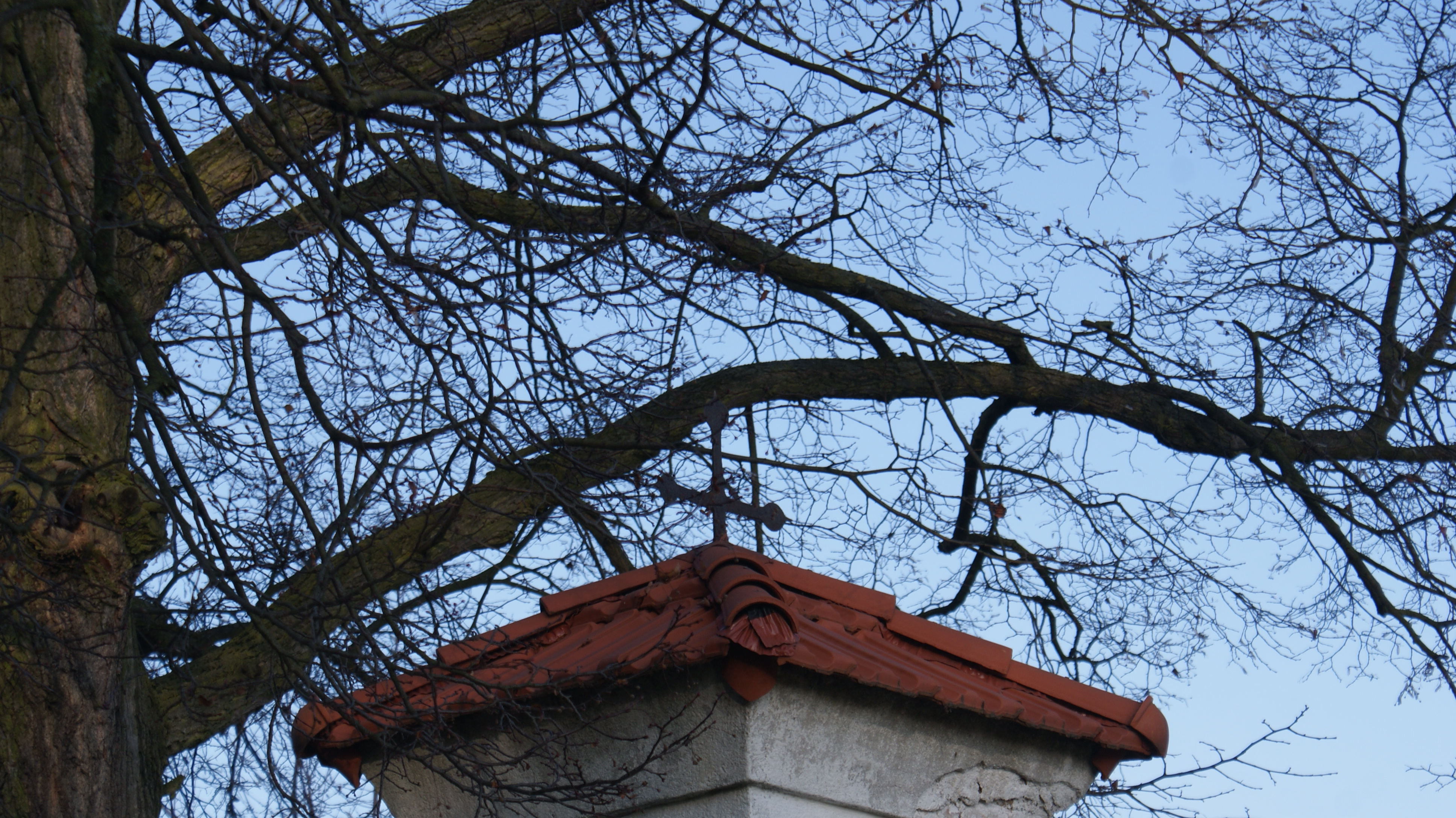
Detail stříšky hlavice s kovovým křížkem ve směru jih-sever
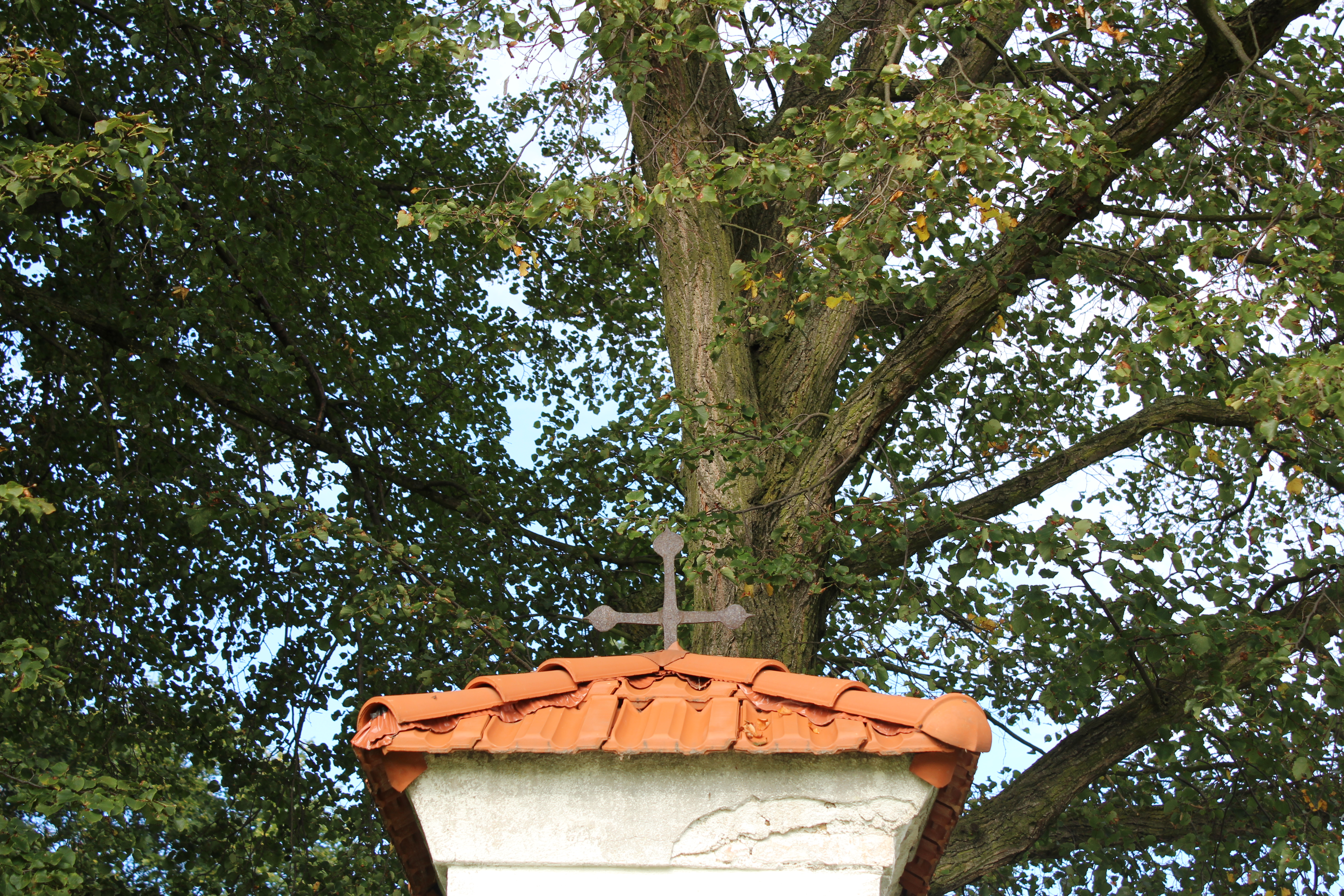
Detailní stříšky hlavice s nikou ve směru
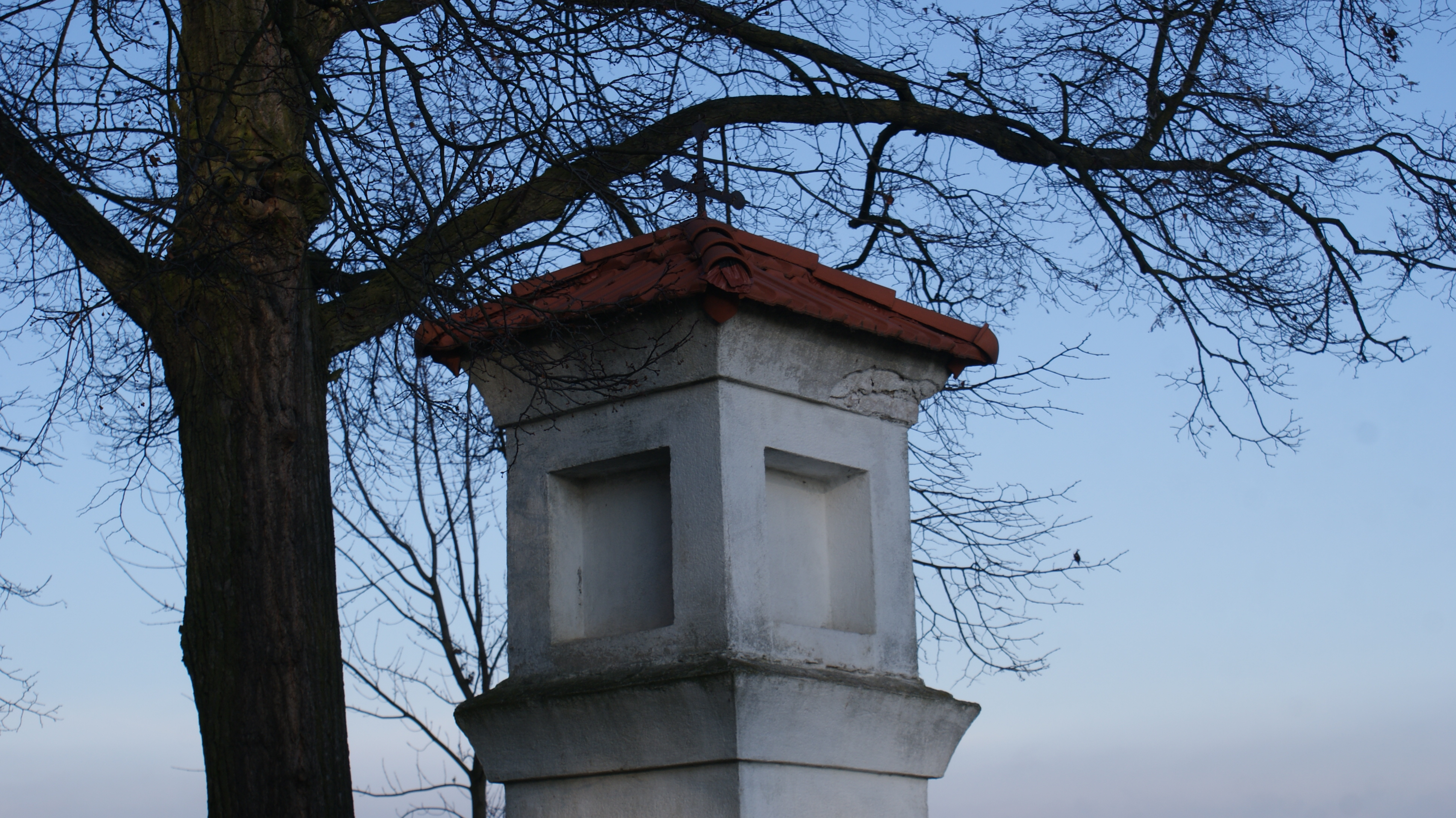
Diagonální detail hlavice ve směru jih-sever